# أولفا إيليجانس
أولفا إيليجانس هو نوعٌ من الأعشاب البحرية ينتمي لعائلة الأولفاوية، وتستوطن في المغرب.

## الاسم
يأتي اسم النوع من اللاتينية بمعنى أنيق.